# Casa de pajes
La casa de pajes (o casa de pages) es un edificio desaparecido de Madrid, formando parte de la red de edificios alrededor del destruido Alcázar de Madrid.

## Historia

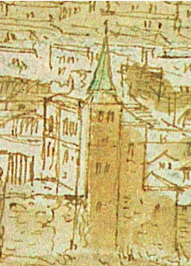
El edificio (con su torre) cuando era casa de don Felipe de Guevara en el dibujo de Madrid por Wyngardae (1562), según

El origen del edificio se encuentra en una residencia que había sido propiedad sucesivamente de Juana de Guzmán, señora de Pinto; su hija Leonor de Toledo, señora de Pinto; y su nieto Gómez Carrillo también señor de ese lugar. Este último vendió esas casas al humanista Felipe de Guevara, siendo descritas de las que se decía que sus dueños: no las avian morado mucho tiempo avia se avian undido las dichas casas.
La propiedad, que se situaba sobre la muralla de Madrid y al norte de la Puerta de la Vega, fue reconstruida por Felipe de Guevara hacia 1538.
El elemento característico del edificio era una torre con un importante chapitel, además contaba con un patio, según aparece en una tasación contemporánea y en el dibujo de Madrid de Wyngaerde (1562).
En 1563 murió Felipe de Guevara, y en 1570 el edificio sería adquirido por Felipe II para albergar a los doce pajes que servían al monarca como parte de la Casa de Borgoña. Para la educación de los doce pajes se creó la Real Casa de Caballeros Pajes dependiente del Caballerizo Mayor del Rey, y que se alojó en la Casa de Pajes.
Con posterioridad el capitel de la torre sería reestructurado, en la forma en la que se representaría en los planos de Madrid de Mancelli (1635) y de Teixeira (1656), en ambos casos con  un chapitel distinto al descrito en el dibujo de Wyngaerde. 
Hacia mediados del siglo XVIII la Real Casa de Caballeros Pajes vacó el edificio y se ocupó por distintos oficios de la Real Casa.
En la Maqueta de León Gil de Palacio (1830) se representa ya sin torre alguna, presentando un aspecto bastante común. 
El edificio sería demolido hacia 1880 para levantar la catedral de Santa María de la Almudena.

## Descripción
La casa se disponía en sentido dirección este-oeste y era paralelo al edificio de la real armería. En su flanco este se apoyaba en la murallas de Madrid. Era un edificio de dos alturas y bajo cubierta. Muy posiblemente contaba con distintas plantas de sótanos. 
El edificio contaba con un patio en el que se disponía una fuente cuadrangular de aspecto sencillo. 

## Galería

Representaciones de la Casa de Pajes
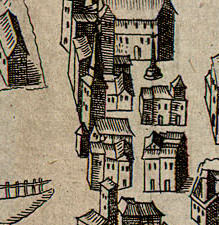
En el Plano de Mancelli (1635)
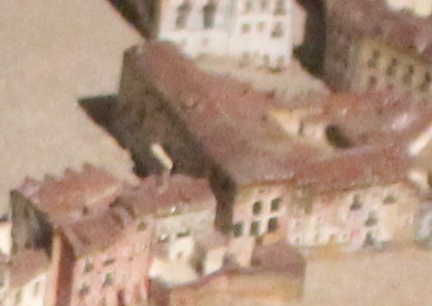
En la Maqueta de León Gil de Palacio (1830)

### Individuales
1. ↑  Quijorna Rodríguez, Ana (2012). «Mecanismos y estrategias de promoción, ascenso y consolidación de los Carrillo de Toledo, señores de Caracena y Pinto». Historia y Genealogía (2): 215-237. ISSN 2173-6030. Consultado el 14 de marzo de 2023.
2. ↑  Amo Horga, Luz María del (2006). «II. Las murallas de Madrid. D. La segunda cerca de Felipe II. 2. Todo el cerco amurallado, conservado y dibujado en el siglo XVI.». Cercas, puertas y portillos de Madrid, (s. XVI-XIX) (Tesis de doctor). Madrid: Universidad Complutense de Madrid. p. 69.
3. ↑  Vázquez Dueñas, Elena (13 de abril de 2008). «Felipe de Guevara. Algunas aportaciones biográficas». Anales de Historia del Arte 18: 95-110. ISSN 1988-2491. Consultado el 14 de marzo de 2023.
4. ↑  Hortal Muñoz, José Eloy; Labrador Arroyo, Félix (30 de enero de 2014). «Las secciones de la Casa». La Casa de Borgoña: la Casa del rey de España. Leuven University Press. p. 312. ISBN 978-90-5867-977-2. Consultado el 14 de marzo de 2023.
5. ↑  Martínez Millán, José (2019-11). La Real Casa de Caballeros Pajes, un centro de educación cortesana perteneciente a la Caballeriza Real. Instituto Universitario la Corte en Europa (IULCE). ISBN 978-84-121240-2-6. Consultado el 14 de marzo de 2023.
6. ↑  Sánchez Casado, Antonio (28 de enero de 2023). «Localización de los Reales Talleres de Ebanistería. Indicios, conjeturas e hipótesis.». Res Mobilis 12 (15): 58-87. ISSN 2255-2057. doi:10.17811/rm.12.15.2023.58-87. Consultado el 14 de marzo de 2023.